# Састави репрезентација на Светском првенству у кошарци 2019.
Репрезентације на Светском првенству у кошарци 2019. обухвата репрезентације чији ће се списак састојати од коначних 12 играча које сваки тим планира да користи; тим се може одлучити да у ростеру има једног натурализованог играча, према ФИБА-иним правилима.
Старост играча је од 31. августа 2019, првог дана турнира.

## Спољашњи извори
- Званични веб-сајт